# Liberty County (Texas)
Das Liberty County ist ein County im Bundesstaat Texas der Vereinigten Staaten. Das U.S. Census Bureau hat bei der Volkszählung 2020 eine Einwohnerzahl von 91.628 ermittelt. Der Sitz der County-Verwaltung (County Seat) befindet sich in Liberty.

## Geographie
Das County liegt im Osten von Texas, ist etwa 50 km von Louisiana, 40 km vom Golf von Mexiko entfernt und gehört zur Metropolregion Greater Houston. Es hat eine Fläche von 3046 km², wovon 43 km² Wasserfläche sind. Es grenzt im Uhrzeigersinn an folgende Countys: Polk County, Hardin County, Jefferson County, Chambers County, Harris County, Montgomery County und San Jacinto County.

## Geschichte
Liberty County wurde am 17. März 1836 als Original-County gebildet. Benannt wurde es nach der Stadt und späteren Sitz der County-Verwaltung Liberty. Diese hatte noch in Mexiko im Jahr 1831 den Namen Villa de la Santissima Trinidad de la Libertad („Stadt der allerheiligsten Dreifaltigkeit der Freiheit“) erhalten, der bald zu Liberty abgekürzt und amerikanisiert wurde. Außerdem stammten viele der Siedler des Countys aus der Stadt Liberty (Mississippi).

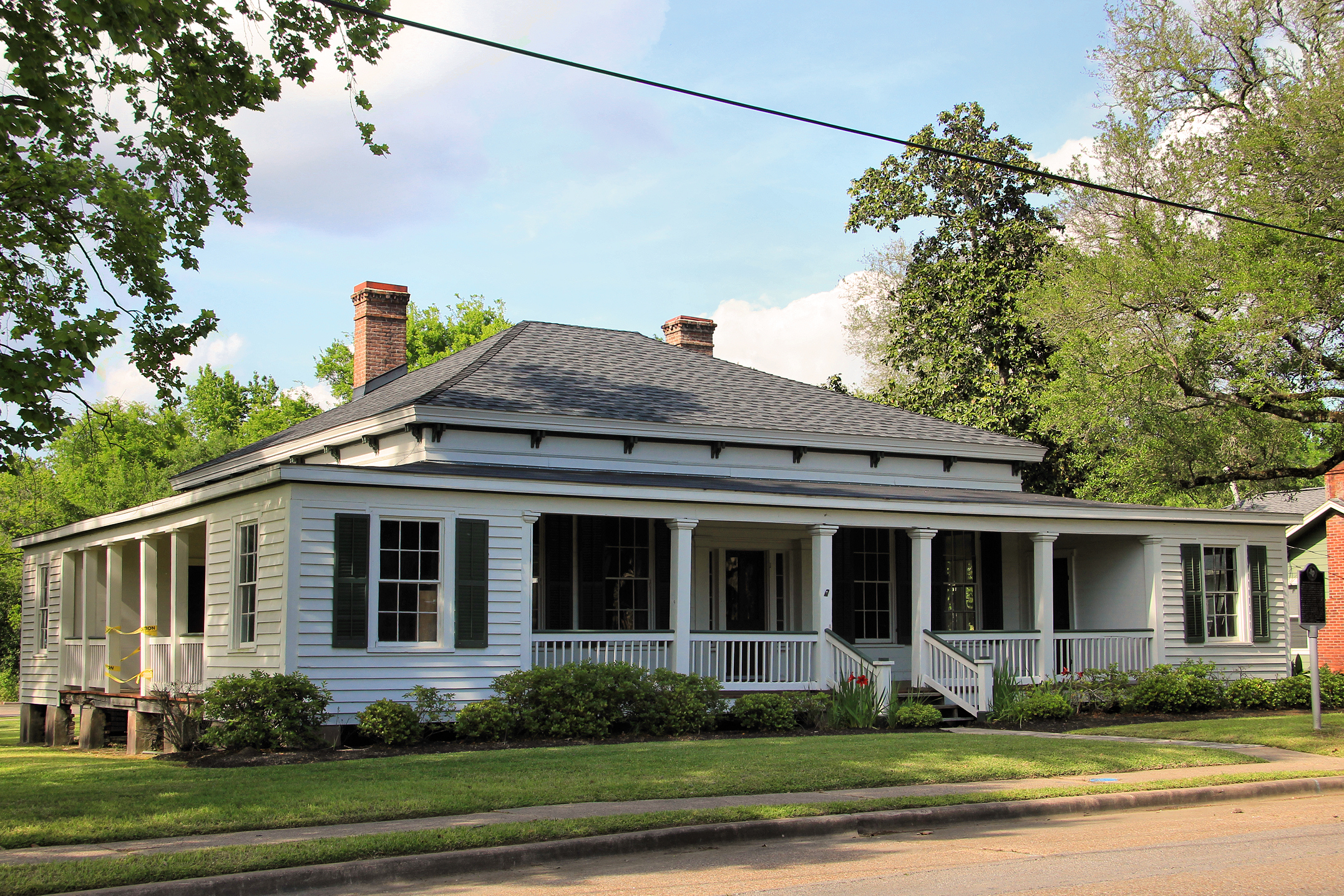
Cleveland-Partlow House (2014)

Sechs Bauwerke und Stätten im County sind im National Register of Historic Places („Nationales Verzeichnis historischer Orte“; NRHP) eingetragen (Stand 26. November 2021), darunter das Liberty County Courthouse, das Cleveland-Partlow House und die State Highway 3 Bridge at the Trinity River.

## Demografische Daten

Alterspyramide des Liberty Countys (Stand: 2000)

Nach der Volkszählung im Jahr 2000 lebten im Liberty County 70.154 Menschen in 23.242 Haushalten und 17.756 Familien. Die Bevölkerungsdichte betrug 23 Einwohner pro Quadratkilometer. Ethnisch betrachtet setzte sich die Bevölkerung zusammen aus 78,90 Prozent Weißen, 12,82 Prozent Afroamerikanern, 0,47 Prozent amerikanischen Ureinwohnern, 0,32 Prozent Asiaten, 0,03 Prozent Bewohnern aus dem pazifischen Inselraum und 6,03 Prozent aus anderen ethnischen Gruppen; 1,43 Prozent stammten von zwei oder mehr Ethnien ab. 10,92 Prozent der Einwohner waren spanischer oder lateinamerikanischer Abstammung.
Von den 23.242 Haushalten hatten 38,1 Prozent Kinder oder Jugendliche, die mit ihnen zusammen lebten. 60,5 Prozent waren verheiratete, zusammenlebende Paare, 11,4 Prozent waren allein erziehende Mütter und 23,6 Prozent waren keine Familien. 20,4 Prozent waren Singlehaushalte und in 8,9 Prozent lebten Menschen im Alter von 65 Jahren oder darüber. Die durchschnittliche Haushaltsgröße betrug 2,80 und die durchschnittliche Familiengröße betrug 3,23 Personen.
27,6 Prozent der Bevölkerung war unter 18 Jahre alt, 9,2 Prozent zwischen 18 und 24, 31,6 Prozent zwischen 25 und 44, 21,4 Prozent zwischen 45 und 64 und 10,3 Prozent waren 65 Jahre alt oder älter. Das Medianalter betrug 34 Jahre. Auf 100 weibliche Personen kamen 95,7 männliche Personen und auf 100 Frauen im Alter von 18 Jahren oder darüber kamen 92,4 Männer.
Das jährliche Durchschnittseinkommen eines Haushalts betrug 38.361 USD, das Durchschnittseinkommen einer Familie betrug 43.744 USD. Männer hatten ein Durchschnittseinkommen von 37.957 USD, Frauen 22.703 USD. Das Prokopfeinkommen betrug 15.539 USD. 11,1 Prozent der Familien und 14,3 Prozent der Einwohner lebten unterhalb der Armutsgrenze.

## Städte und Gemeinden
- Ames
- Clark
- Cleveland
- Daisetta
- Dayton
- Devers
- Eastgate
- Evergreen
- Hardin
- Hull
- Kenefick
- Liberty
- Midline
- Moss Bluff
- Moss Hill
- North Cleveland
- Plum Grove
- Rayburn
- Raywood
- Romayor
- Rye
- Tarkington Prairie
- Old River-Winfree